# 保安镇 (同仁市)
保安镇，是中华人民共和国青海省黄南藏族自治州同仁市下辖的一个乡镇级行政单位。
明朝萬曆年間，朝廷曾在此保安營，修建保安城，隸屬河州衛，而在当地駐墾的蒙古人與色目人的后裔则因为居住于保安营而被称为保安族。

## 行政区划
保安镇下辖以下地区：
保安社区、城外村、城内村、全都村、相曲村、卧科村、尕则墩村、新城村、夏尕龙村、群吾村、浪加村、东干木村、银扎木村、赛加村和卡加村。

## 中国传统村落
2012年，城内村被评为首批“中国传统村落”。